# Agustín Bindella
Agustín Fabián Bindella (Quilmes, provincia de Buenos Aires, Argentina; 5 de marzo de 2001) es un futbolista argentino. Juega de defensa lateral y su equipo actual es Quilmes de la Primera Nacional de Argentina.  

## Trayectoria

### Quilmes
Bindella llegó a Quilmes en 2016 con 15 años. Tras buenas actuaciones el lateral en 2018 llegó a la Cuarta. El mismo año tuvo la posibilidad de integrar el banco de suplentes en el partido de Primera entre el Cervecero y Villa Dálmine, aunque no tuvo la posibilidad de entrar.

### Independiente y regreso a Quilmes
Después de haber sondeos por él, Agustín decidió irse a préstamo por un año a Independiente junto a Agustín Lezcano, delantero de Quilmes. Sus actuaciones se dividieron entre la Reserva y la Quinta, y hasta logró ser parte del plantel ganador de la Copa Ipiranga celebrada en Brasil, pero el Rojo decidió no comprar su pase y regresó a Quilmes.
En su regreso al club donde surgió, firmó su primer contrato profesional hasta 2023. Debutó el 5 de diciembre tras la lesión de Emanuel Moreno en la victoria por 3-2 frente a Gimnasia y Esgrima de Jujuy.

### Gimnasia de Mendoza
En enero de 2024, fue cedido a Gimnasia y Esgrima de Mendoza.

## Estadísticas
| Quilmes Argentina      | 2.ª                 | 2018-19             | 0  | 0 | 0 | — | — | — | 0   | 0 | 0 |
| Quilmes Argentina      | 2.ª                 | 2019-20             | 2  | 0 | 0 | — | — | — | 2   | 0 | 0 |
| Quilmes Argentina      | 2.ª                 | 2020                | 8  | 0 | 0 | — | — | — | 8   | 0 | 0 |
| Quilmes Argentina      | 2.ª                 | 2021                | 23 | 0 | 0 | — | — | — | 23  | 0 | 0 |
| Quilmes Argentina      | 2.ª                 | 2022                | 22 | 0 | 1 | 3 | 0 | 0 | 25  | 0 | 1 |
| Quilmes Argentina      | 2.ª                 | 2023                | 17 | 2 | 1 | — | — | — | 17  | 2 | 1 |
| Quilmes Argentina      | 2.ª                 | 2025                | 9  | 0 | 1 | 2 | 0 | 0 | 11  | 0 | 1 |
| Quilmes Argentina      | Total club          | Total club          | 81 | 2 | 3 | 5 | 0 | 0 | 86  | 2 | 3 |
| Gimnasia (M) Argentina | 2.ª                 | 2024                | 15 | 1 | 0 | 1 | 0 | 0 | 16  | 1 | 0 |
| Gimnasia (M) Argentina | Total club          | Total club          | 15 | 1 | 0 | 1 | 0 | 0 | 16  | 1 | 0 |
| Total en su carrera    | Total en su carrera | Total en su carrera | 96 | 3 | 3 | 6 | 0 | 0 | 102 | 3 | 3 |
| 1.                     |                     |                     |    |   |   |   |   |   |     |   |   |